# Pocola, Bihor
Pocola là một xã thuộc hạt Bihor, România. Dân số thời điểm năm 2002 là 1678 người.